# Koczor György
Koczor György (1951. –) Ybl Miklós-díjas magyar építész.

## Életpályája
Koczor György Szegeden, a Vedres István Építőipari Technikumban érettségizett, majd a Budapesti Műszaki Egyetem Építészmérnöki Karán diplomázott. 1975-től a Szegedi Tervező Vállalatnál dolgozott.
A Koczor építésziroda  1990. szeptember 1. óta működik.

## Fontosabb tervezési munkái
- Szeged, lakótelepek fejlesztése;
- Makó város Á.R.T.;
- Szeged, Belváros rekonstrukciója;
- Mórahalom, város összevont rendezési terve (1991);
- Szeged, délnyugati városrész területének többcélú hasznosítása (1992);
- Szeged, iparterület rekonstrukció R.R.T. (1994);
- Szeged, Rókusi temető és környéke, valamint Dugonics temető és környéke rehabilitáció (1994);
- Szeged, Belváros I. és II. jelű tömb R.R.T. (1995);
- Szeged, Tápé Búcsútér és környéke R.R.T. (1996).

### Magasépítési munkái
- Hajós Pincefalu, CABERNET fogadó;
- Sükösd, Hildpuszta, pezsgőgyár, palackozó üzem;
- Szeged, Városi Szabadidő Központ, nemzetközi evezőspálya, hajótárolók;
- Orosháza, 16 tantermes általános iskola;
- Baja, Monostori út, „Udvarház”, (1992);
- Szeged, gróf Széchenyi István Evezőspálya, (1996);
- Szeged, Reök-ház műemléki rekonstrukciója (az építész eredetileg: Magyar Ede, 1990).

## Díjai, elismerései
Ybl Miklós-díj (1997)